# Alwin Berger
Alwin Berger (Möschlitz, Türingia, 1871. augusztus 28. – Stuttgart, 1931. április 21.) német botanikus, a 20. század első felének egyik legnagyobb kaktusz kutatója és szakírója. Botanikai szakmunkákban nevének rövidítése: „A.Berger”.

## Élete, szakmai pályafutása
Érdeklődése már fiatalon a kertészkedés felé fordult. A kaktuszokat és egyéb pozsgásokat a 20. század első évtizedeiben, az olasz Ventimigliában, a La Mortola szukkulens kertészetben ismerte meg közelebbről. Itt eleinte kertészként dolgozott, majd a kertészet kurátora lett.
A kert tulajdonosa, az angol Thomas Hanbury gyakran hívott meg kertészetébe ismert tudósokat; így ismerkedett meg Berger a kor neves német botanikusával Ernst Häckellel és a washingtoni Joseph Nelson Rose professzorral is.
1915-ben a németországi Stuttgartba költözött, és a Wilhelma kertészetet igazgatta egészen 1922-ig.
1923-ban meghívták New Yorkba, a Geneva Kísérleti Intézetbe, ahol 3 és fél évet töltött el, majd visszatért Stuttgartba, és haláláig a Természettudományi Kabinet botanikai osztályát vezette.
Viszonylag korán, hatvanévesen hunyt el.

## Tudományos munkássága
Már egészen korán komoly hiányosságokat ismert fel a pozsgás növények rendszertanában, ezért rendkívül alaposan, sorra felülvizsgálta a különböző növénycsaládok szukkulens csoportjait.
A kaktuszok rendszertana még később is sokat változott, de Berger komolyan gyarapította az ehhez szükséges ismereteket.

## Emlékezete
Egy kaktusz- (Bergerocactus Britton & Rose) és egy, a kristályvirágfélék (Aizoaceae) családjába tartozó pozsgás nemzetséget (Bergeranthus Schwantes, 1926) neveztek el róla.
Több faj:
- Coryphanta bergeriana Bödeker (kaktusz),
- Opuntia bergeriana Weber (kaktusz),
- Sedum bergerii (a varjúhájfélék (Crassulaceae) varjúháj nemzetségébe tartozó pozsgás)
- Agave bergeri (agávé)

fajneve is őrzi emlékét.

## Főbb művei
Sok fajt írt le, emellett jelentősek rendszertani kutatásai és összegzései. Két alapvető kaktuszos műve:
- Die Entwicklungslinien der Kakteen (Anleitung zur Kultur und Kenntnis der wichtigsten eingeführten Arten). Jéna, 1926, amiben a kaktuszok fejlődéstörténetével foglalkozik;
- Kakteen. Anleitung zur Kultur und Kenntnis der wichtigsten eingeführten Arten. Stuttgart, 1929, amiben a kaktuszokról addig összegyűjtött ismereteket összegzi.

Mindkettőben még a mai kor számára is megszívlelendő gondolatokat vetett papírra.
További művei a pozsgás növényekről:
- Illustrierte Handbücher sukkulenten Pflanzen,
- Crassulaceen,
- Sukkulenten Euphorbien (Stuttgart, 1907),
- Mesembrianthemen und Portulaceen (Stuttgart, 1908),
- Stapelia und Kleinien (Stuttgart, 1910).
- Die Agaven (Jéna, 1915) az agávék gondozásáról, termesztéséről a La Mortale kertészetben szerzett tapasztalatait összesítő monográfia.